# 熊谷純
熊谷 純（くまがい じゅん、1983年 - ）は日本のシナリオライター、脚本家。シナリオ工房 月光所属。
　

## 経歴・人物
2006年、第19回フジテレビヤングシナリオ大賞で大賞を受賞しデビュー。受賞時23歳。受賞作「今日は渋谷で6時」は2008年1月5日にフジテレビ系全国ネットで放送され、視聴率は9.5%。同コンクール受賞作品を全国ネットで放送したのは本作が初めての試みだった。受賞について本人は「まさか大賞を頂けるとは思ってもみなかった…わけではなく、ちょっとは思っていた」と語っている。
好きな食べ物は唐揚げ、フライドポテト。自身のTwitterでは「ポテトライター」を自称、IDも「POTETO」が入っている。

## 参加作品

### ゲーム
- テイルズ オブ ファンタジア なりきりダンジョンX（予約特典スキットドラマシナリオ）
- スカーレッドライダーゼクス（メインシナリオ）
- テイルズ オブ グレイセスf（予約特典スペシャルスキットドラマシナリオ）
- テイルズ オブ ザ ワールド レディアント マイソロジー モバイル（シナリオ）
- ヴァンディアブレイカー（シナリオ）
- TOKYOヤマノテBOYS（シナリオ）
- テイルズ オブ ザ ヒーローズ ツインブレイヴ（シナリオ）
- バンドやろうぜ!（メインシナリオ）
- テイルズ オブ クレストリア（シナリオ）

### テレビアニメ
2011年
- Persona4 the ANIMATION（2011年 - 2012年、脚本）

2012年
- 人類は衰退しました（脚本）

2013年
- 革命機ヴァルヴレイヴ（脚本）
- ガリレイドンナ（脚本）

2014年
- ハマトラ（シリーズ構成・脚本）
- ノブナガ・ザ・フール（脚本）
- Re:␣ ハマトラ（シリーズ構成・脚本）
- Persona4 the Golden ANIMATION（シリーズ構成・脚本）
- 残響のテロル（脚本）
- PSYCHO-PASS サイコパス 2（脚本）

2015年
- アクエリオンロゴス（シリーズ構成・脚本）
- ガッチャマン クラウズ インサイト（脚本）

2016年
- 昭和元禄落語心中（シリーズ構成・脚本）
- 亜人（脚本）
- スカーレッドライダーゼクス（脚本）

2017年
- 昭和元禄落語心中 -助六再び篇-（シリーズ構成・脚本）
- Infini-T Force（脚本）

2020年
- 文豪とアルケミスト 〜審判ノ歯車〜（シリーズ構成・脚本）
- テイルズ オブ クレストリア-咎我ヲ背負いて彼は発つ-（シナリオ）

2022年
- てっぺんっ!!!!!!!!!!!!!!!（シリーズ構成・脚本）

2023年
- ビックリメン（脚本）

2025年
- 水属性の魔法使い（シリーズ構成）

### 劇場アニメ
- AURA 〜魔竜院光牙最後の闘い〜（脚本）
- PERSONA3 THE MOVIEシリーズ（脚本）
- MINT（脚本）
- 亜人（脚本）
- 劇場版Infini-T Force/ガッチャマン さらば友よ（脚本）

### テレビドラマ
- 新春ドラマ特別企画・第19回フジテレビヤングシナリオ大賞「今日は渋谷で6時」

### 舞台
- テイルズ オブ フェスティバル2010（スペシャルスキット脚本）
- オレは本能寺にアリ?!（脚本）
- テイルズ オブ フェスティバル201（スペシャルスキット脚本）
- 元禄音楽劇「黒椿」（脚本）
- テイルズ オブ フェスティバル2012（スペシャルスキット脚本）
- VISUALIVE『ペルソナ4』the EVOLUTION（脚本）
- PERSONA3 the Weird Masquerade〜青の覚醒〜（脚本）
- PREMIUM 3D STAGE　残響のテロル（脚本）

### ドラマCD
- スカーレッドライダーゼクス リュウキュウ・インシデンツ
- スカーレッドライダーゼクス リュウキュウヒーローアドベンチャー
- スカーレッドライダーゼクス ハーモニー・エクスプロージョン
- テイルズ オブ グレイセスf（予約特典スペシャルスキットドラマシナリオ）
- なりきりダンジョンX（予約特典スキットドラマシナリオ）
- 革命機ヴァルヴレイヴ「第0話革命の夜明け」 ※完全生産限定版特典オリジナルドラマCD[5]

## 著書

### 小説
- Cross 聖討伐隊レイ＆サキ（2006年10月 - 2007年4月 ヴィレッジブックスedge 全2巻）- 共著：辻友貴
- この海の向こうで（2009年8月 ポプラ社）
- ツギハギ運命翅（2013年6月 - オーバーラップ文庫 既刊1巻）

### 漫画原作
- スカアレッド（2017年5月 - 2018年5月 ヤングジャンプコミックス 全2巻）- 作画：pako、コンテ構成：降矢大輔、監修：レッド・エンタテインメント
- 懲役マイナス（2018年12月 - 2019年3月 アフタヌーンKC 全2巻）- 作画：青木翔吾
- 殺人無罪（2019年2月 - ヤングジャンプコミックス 既刊4巻）- 作画：上田宏
- ノーアンデッド・ノーライフ（2022年11月 - 2023年5月 ヤンマガKCスペシャル 全2巻） - 作画：西木田まこと
- 百鬼夜行の花嫁達（2025年3月 - ） - 漫画：さぎやまれん[6]